# Narcissus tazetta subsp. tazetta
Narcissus tazetta subsp. tazetta és una subespècie de planta bulbosa de la família de les amaril·lidàcies. Es distribueix des de la regió del Mediterrani fins a l'Afganistan.

## Descripció
És una planta bulbosa amb les flors amb pètals de color blanc, i la corona groga.

## Taxonomia
Narcissus tazetta subsp. tazetta.
Etimologia
Narcissus nom genèric que fa referència del jove narcisista de la mitologia grega Νάρκισσος (Narkissos) fill del déu riu Cefís i de la nimfa Liríope; que es distingia per la seva bellesa.
El nom deriva de la paraula grega: ναρκὰο, narkào (= narcòtic) i es refereix a l'olor penetrant i embriagant de les flors d'algunes espècies (alguns sostenen que la paraula deriva de la paraula persa نرگس i que es pronuncia Nargis, que indica que aquesta planta és embriagadora).
tazetta: epítet llatí que significa "amb petita tassa".
Sinonímia
- Relació de sinònims de '''Narcissus tazetta subsp. tazetta[4]